# Hereford and Worcester

Die ehemalige Grafschaft Hereford and Worcester

Hereford and Worcester (häufig auch County Hereford and Worcester) war eine Grafschaft im Westen von England und zugleich ein Verwaltungsbezirk mit Hauptort Worcester. Sie wurde 1974 gemäß dem Local Government Act 1972 durch die Fusion von Herefordshire und Worcestershire gebildet; die Fläche der Grafschaft betrug 3926 Quadratkilometer. Die Landschaft von Hereford and Worcester war von einer weiten Tieflandebene mit der bis zu 400 Meter hohen Malvern Hills-Hügelkette geprägt, die früher auch die Grenze zwischen Herefordshire und Worcestershire bildete.
Im Norden grenzte Hereford and Worcester an Shropshire, Staffordshire und die West Midlands, im Osten an Warwickshire, im Süden an Gloucestershire sowie die Grafschaft Gwent in Wales und im Westen an die walisische Grafschaft Powys.
Die größten Städte in Hereford and Worcester waren Worcester, Hereford, Bromsgrove und Redditch. Insgesamt zählte die Grafschaft rund 680.000 Einwohner.
1998 wurde die Grafschaft wieder aufgelöst und in die beiden Grafschaften Herefordshire und Worcestershire aufgeteilt.